# Pont-canal de Nostreseigné
Le pont-canal de Notreseigné est un des nombreux ponts de ce type du Canal du Midi. Il se trouve sur la commune de Montgiscard dans le département de la Haute-Garonne région Midi-Pyrénées, à 7,1 km sud-sud/est d'Escalquens, à 10 km au sud-est de Castanet-Tolosan et 11,5 km sud- sud/est de Saint-Orens-de-Gameville.
Il permet le passage du Ruisseau de Nostre Seigne un affluent de l'Hers-Mort.